# Politica externă și de securitate comună
Politica externă și de securitate comună (abreviat PESC) este politica externă comună a statelor membre a Uniunii Europene. Are în vedere în special securitatea și diplomația defensivă a Uniunii. A fost stabilită în Titlul V al Tratatului privind Uniunea Europeană, PESC a înlocuind Cooperarea Politică Europeană (CPE).
Obiectivele acestui al doilea pilon al Uniunii sunt stabilite în Articolul 11 (fostul Articol J.1) din Tratatul UE, fiind urmărite prin intermediul propriilor instrumente legale (acțiune comună, poziția comună a Consiliului), adoptate prin vot unanim de către Consiliul Uniunii Europene. De la intrarea în vigoare a Tratatului de la Amsterdam, Uniunea dispune de un nou instrument, de așa numita strategie comună (noul Articol 12). În plus, a fost creată și funcția de Înalt reprezentant pentru PESC. 
Începând din 1999, în urma mai multor sesiuni ale Consiliului European s-a decis — având în vedere provocările la nivel extern (Kosovo, atacurile teroriste etc.) — dezvoltarea în direcția unei politici europene de securitate și apărare (PESA). Această hotărâre s-a regăsit în Tratatul de la Nisa.